# Alfredo Battistini

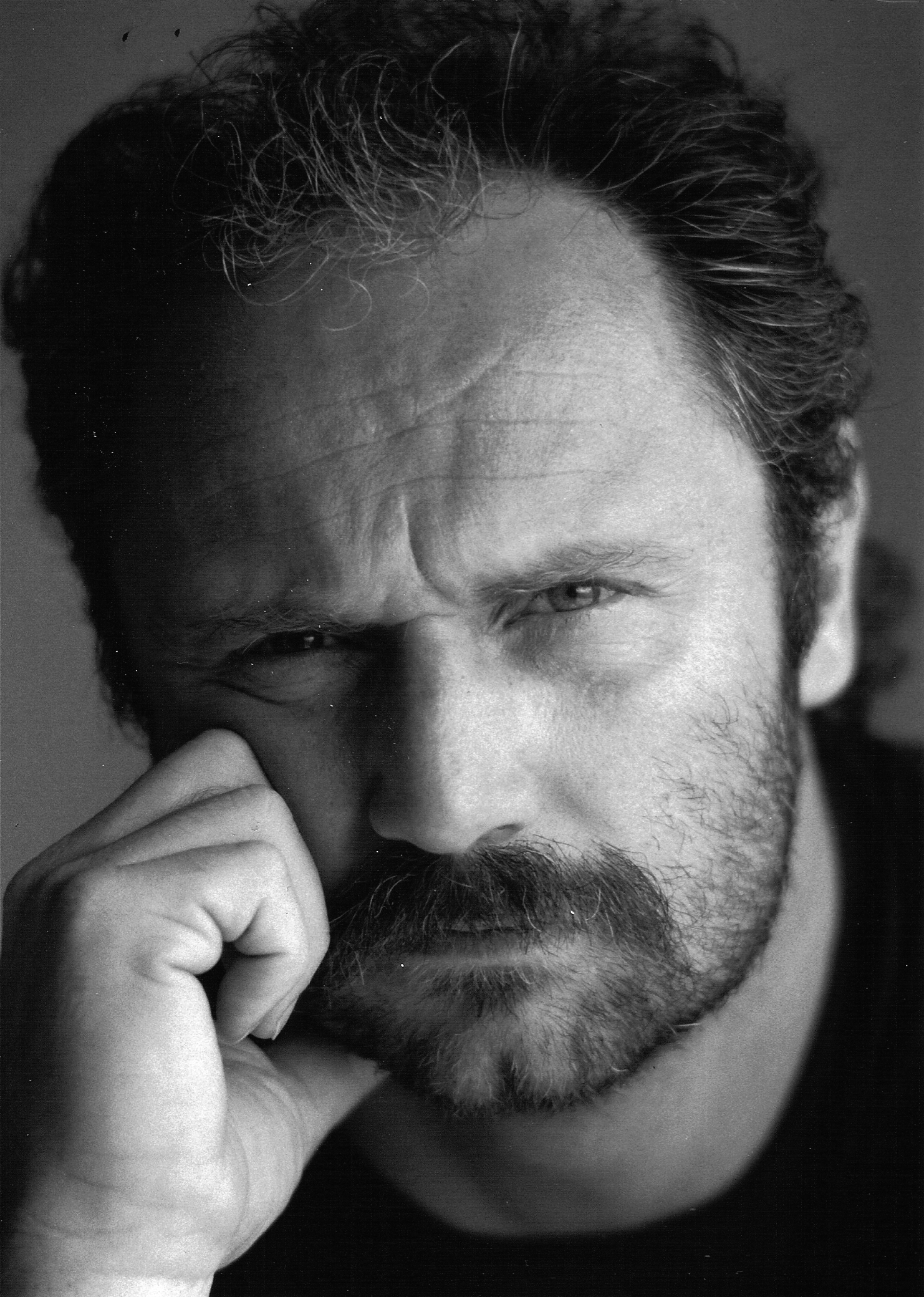
Alfredo Battistini

Alfredo Battistini (* 8. August 1953 in Uznach, Schweiz; † 17. Mai 2008 in St. Gallenkappel, Schweiz) war ein italienisch-schweizerischer Bildhauer, Zeichner und Sportler.

## Leben
Alfredo Battistini wurde am 8. August 1953 als Sohn von Alearda di Traglia und Alfredo Battistini in Uznach in der Schweiz geboren. Seine Eltern stammten aus San Piero in Bagno und Sarsina in der Romagna, Italien. Nach der Ausbildung zum Maurer zog er 1976 nach Paris, wo er als Assistent des Modefotografen Lothar Schmid arbeitete. Zurück in der Schweiz machte er in seinem Heimatort Rapperswil SG eine Ausbildung zum Steinmetz. Er absolvierte zudem eine Ausbildung als Sportmasseur, um der menschlichen Anatomie näher zu kommen. Später arbeitete und lernte er als erster und einziger Schüler im Atelier des Bildhauers Hans Jörg Limbach.
Im Jahr 1979 bewarb er sich für einen Platz an der Kunstakademie in Paris und wurde angenommen. Am 27. Mai 1979 wurde Battistini auf der Rückfahrt von einem Besuch in Italien als Beifahrer in einen Unfall verwickelt und war seitdem querschnittgelähmt. Auch im Rollstuhl widmete sich Alfredo Battistini der Kunst und dem Sport. 
Im Bankdrücken gewann er fünf Weltmeister-, zwei Europameister- und 25 Schweizer Meistertitel sowie drei Bronzemedaillen bei den Sommer-Paralympics Seoul 1988 und in Barcelona 1992. Bei den Weltmeisterschaften in England und Sydney gewann er Gold und Silber. 225 Kilogramm sind seine Höchstleistung und damit übertraf Battistini selbst die besten Nicht-Behinderten in der Schweiz. Vor seinem Leben im Rollstuhl war er zudem Boxer und wurde 1976 Schweizermeister im Halbschwergewicht. Am 26. Dezember 1971 boxte er im Vorkampf von Muhammad Ali und Jürgen Blin im Hallenstadion in Zürich.
Seinen Mitmenschen gegenüber zeichnete er sich als Menschenfreund mit Gerechtigkeitssinn für die Schwächeren und Benachteiligten der Gesellschaft aus. Im Jahre 2004 erhielt Alfredo Battistini für seine Verdienste die Auszeichnung «Paraplegiker des Jahres» des Paraplegikerzentrums Schweiz. 
Seine Leidenschaft galt der Kunst und Bildhauerei. Nach einer einjährigen Studienreise durch Chile mit Besuchen an der Kunstgewerbeschule in Santiago de Chile im Anschluss an seinen Spitalaufenthalt begann er an seinen ersten Werken zu arbeiten. Durch die Unterstützung von Guido A. Zäch konnte er 1983 seine erste eigene Ausstellung in Bottmingen bei Basel präsentieren. Seine Skulpturen (Bronze und Marmor) zeugen von seinen Lehrmeistern und Vorbildern; Hans Jörg Limbach, Auguste Rodin und im Besonderen Michelangelo Buonarroti. 
Öffentlich bekannte Werke sind zum Beispiel das Denkmal zu Ehren des Zirkus Knie am Ortseingang der Stadt Rapperswil oder die Trophäe der Stuttgart Open welche Boris Becker, Stefan Edberg, Thomas Muster und Petr Korda in Empfang nahm. Am 17. Mai 2008 verstarb Alfredo Battistini in seinem Wohn- und Arbeitsort St. Gallenkappel im Alter von 54 Jahren.

## Museum
Die Skulptur La Creazione, eine Hommage an die Darstellung der Erschaffung Adams in der Sixtinischen Kapelle in Rom, hat seit dem Frühling 2009 ihren festen Platz im «Museo Michelangiolesco» neben dem Geburtshaus Michelangelos in Caprese Michelangelo, Toscana. Michelangelo Buonarroti wurde dort am 6. März 1475 geboren.

## Sportliche Erfolge

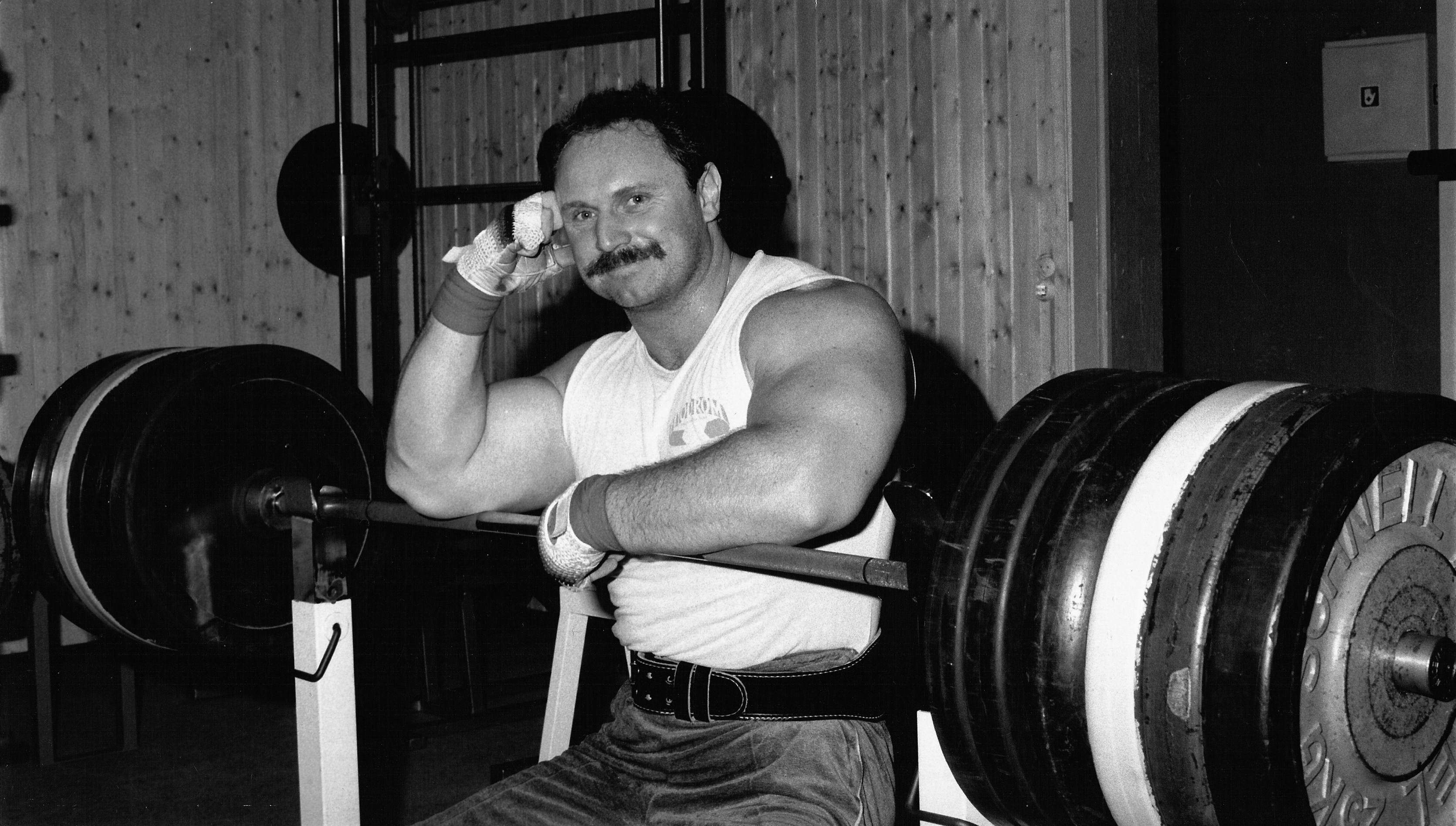
Alfredo Battistini beim Training

### Boxen
- 1971
  - Vorkampf im Rahmenprogramm im Kampf „Muhammad Ali gegen Jürgen Blin“
- 1975
  - Schweizermeister im Halbschwergewicht
- 1976
  - Schweizermeister im Halbschwergewicht

### Fünfkampf
- 1981
  - Schweizermeister im Fünfkampf

### Gewichtheben, Rollstuhlsport
- 1982
  - Weltmeister und Schweizermeister, Gewichtheben im Halbschwergewicht
  - 9. Schweizer Rollstuhlmeisterschaft Biel
- 1983
  - Vizeweltmeister und Schweizermeister, Gewichtheben im Halbschwergewicht
  - 10. Schweizer Rollstuhlmeisterschaft Thun
- 1984
  - Schweizermeister im Halbschwergewicht
  - 11. Schweizer Rollstuhlmeisterschaft Zürich
  - VII. World Wheelchair Games, Paralympics Stoke Mandeville UK, Bronzemedaille, Kategorie +95 kg, 195 kg
  - 1. Nationales Rollstuhl Sporttreffen, Grosshöchstetten, 1 × Gold
- 1985
  - Weltmeister, Europameister und Schweizermeister, Gewichtheben im Schwergewicht (erster Stosser der Schweiz im Rollstuhl, der 200 kg und mehr erreicht hat)
  - VIII. World Wheelchair Games, Paralympics Stoke Mandeville UK, 1 × Gold
  - Schweizermeister bei den Nichtbehinderten
- 1986
  - Weltmeister, Europameister und Schweizermeister, Gewichtheben im Schwergewicht – Kriens, Thun
  - Schweizermeister bei den Nichtbehinderten
- 1987
  - Weltmeister und Schweizermeister, Gewichtheben im Schwergewicht
  - Schweizermeister bei den Nichtbehinderten
  - International Stoke Mandeville Games, 1 × Gold
  - 14. Schweizerische Rollstuhl Meisterschaft Freiburg
  - Championat Swiss, Dev. Couche Seniors 2eme
- 1988
  - Weltmeister, Gewichtheben im Schwergewicht
  - Bronzemedaille bei den Paralympics in Seoul, Power Lifting, Kategorie +95 kg, 187,5 kg
- 1992
  - Schweizermeister, Bankdrücken, 200, 220 kg
  - 19. Schweizer Rollstuhl Meisterschaften Zug
  - Bronzemedaille bei den Paralympics Barcelona, Power Lifting, Kategorie +100 kg, 190 kg
  - Weltmeister und Weltrekord 17th National Wheelchair Games Adelaide, 220 kg
- 1993
  - Goldmedaille bei den World Wheel Power Games Stoke Mandeville, Weight Lifting, Power-Lifting und Kombination
  - Schweizermeister im Bankdrücken 220 kg
  - ISMWSF Games Gold
- 1994
  - Schweizermeister und Schweizer Rekord (12-mal verbessert) im Bankdrücken, Schweizermeister im Bankdrücken bei den Nichtbehinderten
- 1995
  - 2. Schweizer Armwrestling Cup St. Gallen, Schweizer Rekord im Bankdrücken
- 1996
  - Klassen- und Gesamtsieg, Schweizer Rekord, Schweizer Meisterschaften im Bankdrücken Bremgarten, 220 kg
- 1998
  - Vizemeister Schweizermeisterschaft im Bankdrücken, 210 kg, Bremgarten
  - Schweizer Meisterschaft im Rollstuhlsport, Rapperswil
- 2000
  - Schweizermeister im Bankdrücken, Kategorie +100 kg, 210 kg, Bremgarten

## Schlüsselwerke Skulpturen
- 1982
  - Laura
  - Inspiration
- 1985
  - Überdosis Menschheit
- 1992
  - C’est la vie
  - Männertorso
- 1993
  - Denkmal Circus Knie – Weissclown
  - Trophäe «Stuttgart Open»
- 1994
  - Spirale zum Erfolg
  - Grabmal Daniela Jutzeler

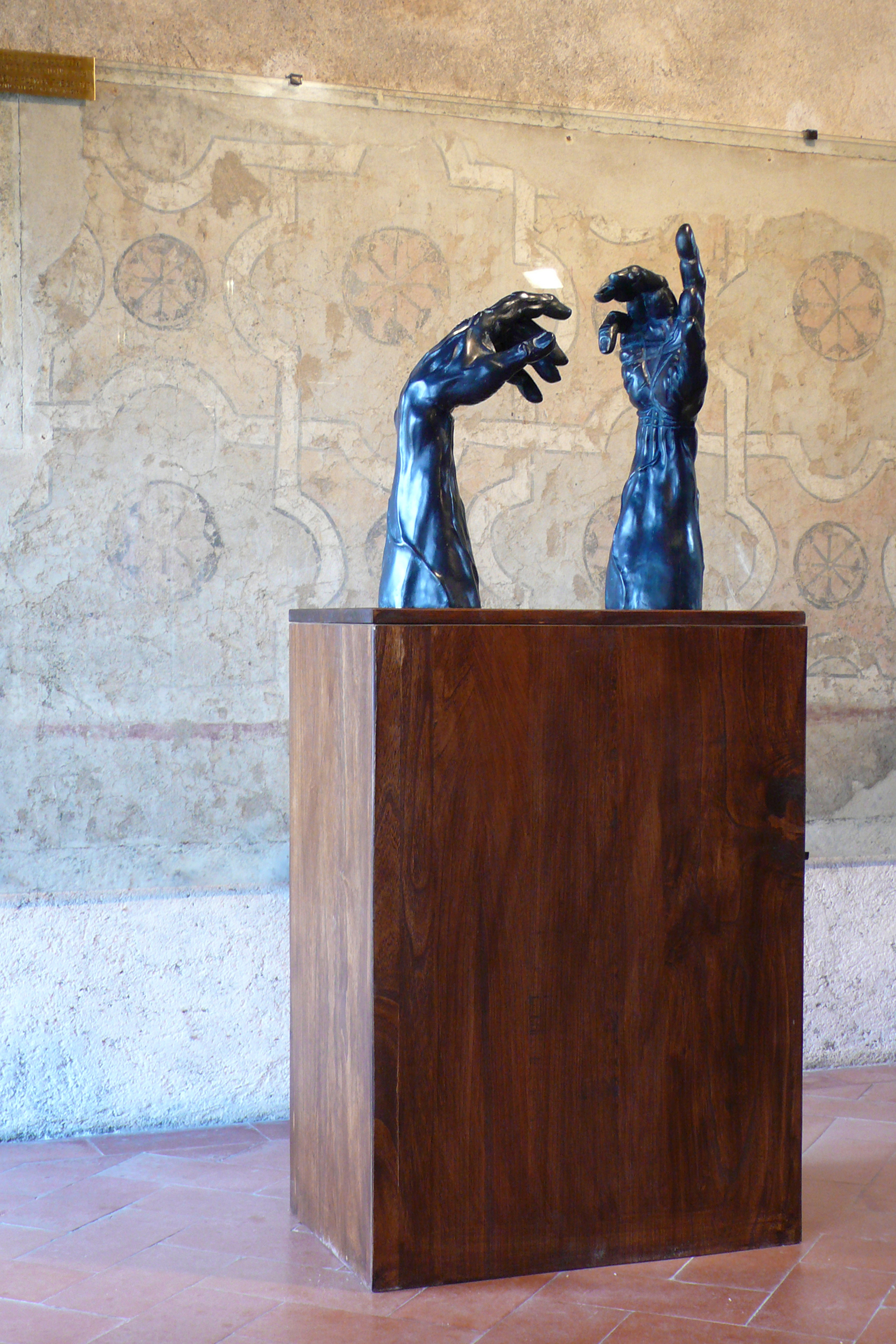
La Creazione im Museo Michelangiolesco

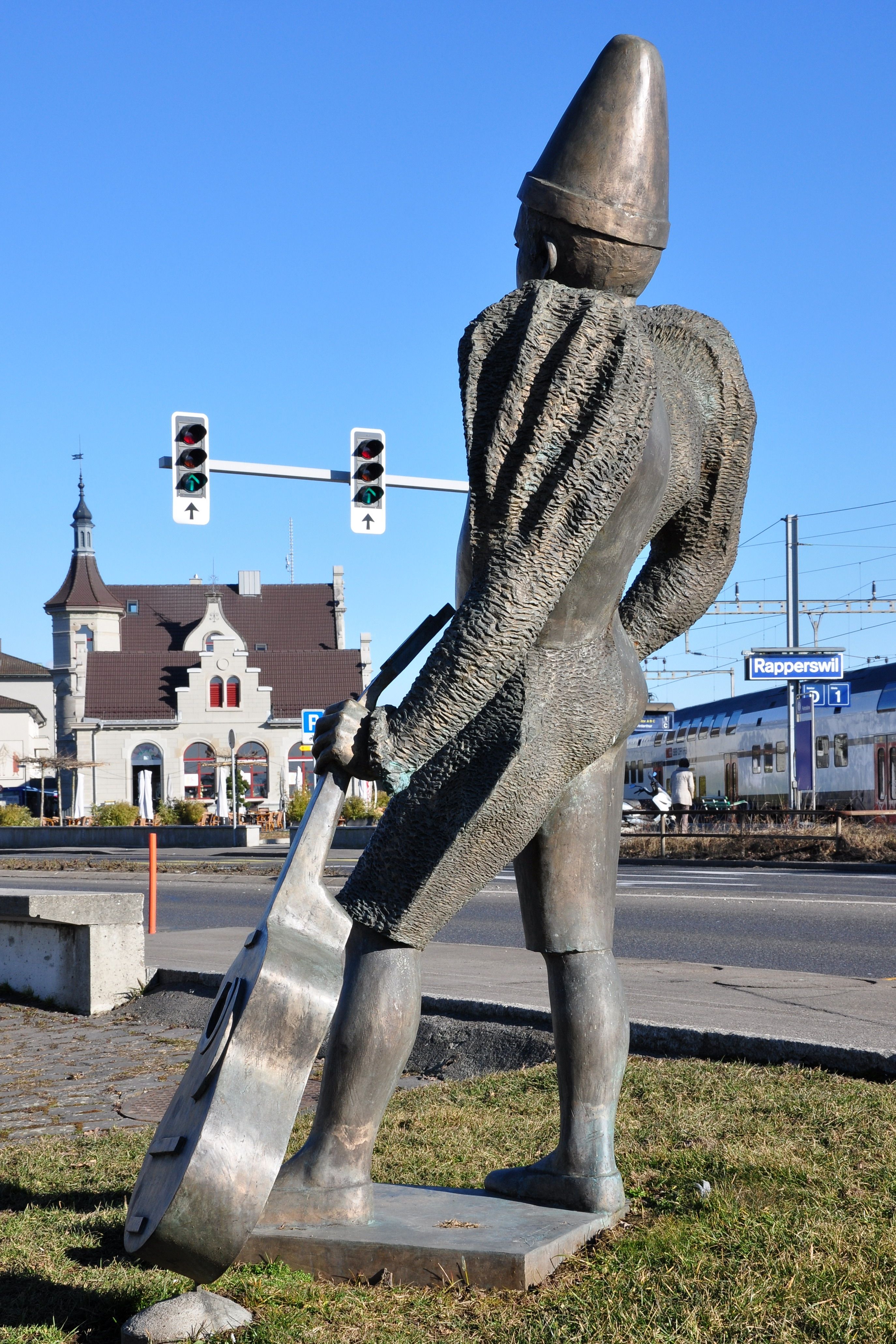
Weissclown in Rapperswil-Jona

  - Grabmal für einen ungenannten Bekannten
- 1995
  - La Creazione
- 1997
  - La Luce (klein ohne Sockel)
  - Wärme des Lebens
  - Sempre Donne
  - Mondo Elefanti – in memorian Rolf Knie
  - Champ – Trophäe für Andi Hug
- 2002
  - La Luce (gross mit Sockel)
  - Gil, Widmung für Gil Rossellini
- 2003
  - Engel der Liebe
- 2006
  - Faust/Kraft
  - Politiker sind Mörder
- 2007
  - Il Tempo, Marmor
  - Glut, Carraramarmor
- undatiert
  - Geborgenheit
  - Insieme
  - Per sempre (Bronze und Marmor)
  - Sempre Donne, Marmor und Bronze

## Filme
- Kill Gil Volume 2, von und mit Gil Rossellini, 2006.